# Aleksandr Kedjarov
Aleksandr Kedjarov, född 24 december 1947 i Yanglig, är en före detta sovjetisk sportskytt.
Han blev olympisk silvermedaljör i skytte vid sommarspelen 1976 i Montréal.